# صموئيل كورني
صموئيل كورني (بالإنجليزية: Samuel Cornish)‏ هو صحفي أمريكي، ولد في 1795 في مقاطعة سوسكس في الولايات المتحدة، وتوفي في 6 نوفمبر 1858 في بروكلين في الولايات المتحدة.